# Royal Bank of Canada
Royal Bank of Canada (RBC) is de grootste bank van Canada.
In 1864 begon deze bank in Halifax als de Merchants Bank. Nu heeft het twee hoofdkantoren in Montreal en Toronto. Dochterondernemingen opereren onder de merknaam RBC Financial Group.
Het logo van de bank is een gouden leeuw die een globe klemt, op een blauwe achtergrond, met de letters RBC. 
In november 2022 werd bekend dat RBC de activiteiten van HSBC Bank Canada overneemt. RBC betaalde hiervoor C$ 13,5 miljard. HSBC Bank Canada had een balanstotaal van C$ 134 miljard, 130 vestigingen, zo'n 800.000 klanten en 4200 voltijdsmedewerkers. In maart 2024 werd deze transactie afgerond.

## Naslagwerk
- (en)  McDowall, Duncan Quick to the Frontier: Canada's Royal Bank Uitgever: McClelland & Stewart (1993) ISBN 978-0771055041